# Botrychium

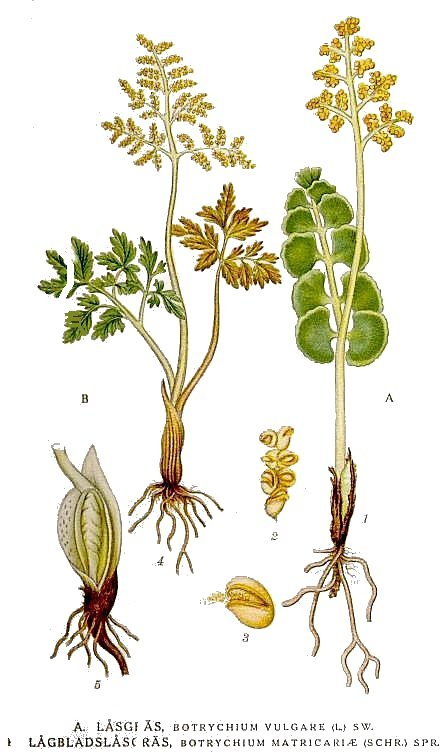
Ilustração mostrando o hábito de duas espécies de Botrychium (Botrychium lunaria e Botrychium multifidum).

Botrychium é um género de plantas vasculares produtoras de esporos da família Ophioglossaceae, que inclui 45-60 espécies de fetos de médio porte com raízes carnudas, apresentando 1-2 folhas estéreis com a morfologia típica dos fetos (o trofóforo) e outra terminal fértil, diferenciada, com esporângios de grandes dimensões (o esporóforo). Os esporos são dispersos por via aérea (anemocoria). Algumas espécies apenas ocasionalmente emergem acima do solo e satisfazem a maior parte dos seus requisitos nutricionais através de uma associação simbiótica com micorrizas (fungos especializados, maioritariamente do géneros Glomus), comportando-se durante a maior parte do seu ciclo de vida como plantas micotróficas.

## Descrição
Os membros do géneros Botrychium apresentam hábitos terrestres, com apenas 2–10 cm de altura acima do solo, com raízes engrossadas, ramificação escassa, coloração cinzento escuro ou amarelenta, com ou sem crestas transversais engrossadas. O ápice do caule é recoberto por uma bainha foliar basal contendo os rebentos de vários anos. Os rebentos foliares são mais ou menos pilosos, com tricomas multicelulares e lineares. As folhas são erectas, geralmente uma por estação de crescimento. A lâmina do trofóforo é 2-4-dividida, com as nervuras livres. O esporóforo é geralmente minúsculo, apenas representado por uma pequena protuberância. As espécies deste género apresentam número cromossómico de x=44, 45, 46, 47 ou 92.
Os centros de diversidade de Botrychium estão localizados na parte setentrional da América do Norte e na Ásia oriental. As espécies ocorrem juntas em comunidades genéricas, sendo os caracteres distintivos subtis pelo que a distinção entre espécies em exemplares herborizados exige que sejam cuidadosamente prensados. Muitas das recolhas têm origem em regiões de altitudes de 1000–3000 m, em bosques abertos, pastagens, bordos de caminhos e moitas.
Algumas espécies são recolhidas para extracção do açúcar designado por trealose, um dissacarídeo.

## Taxonomia

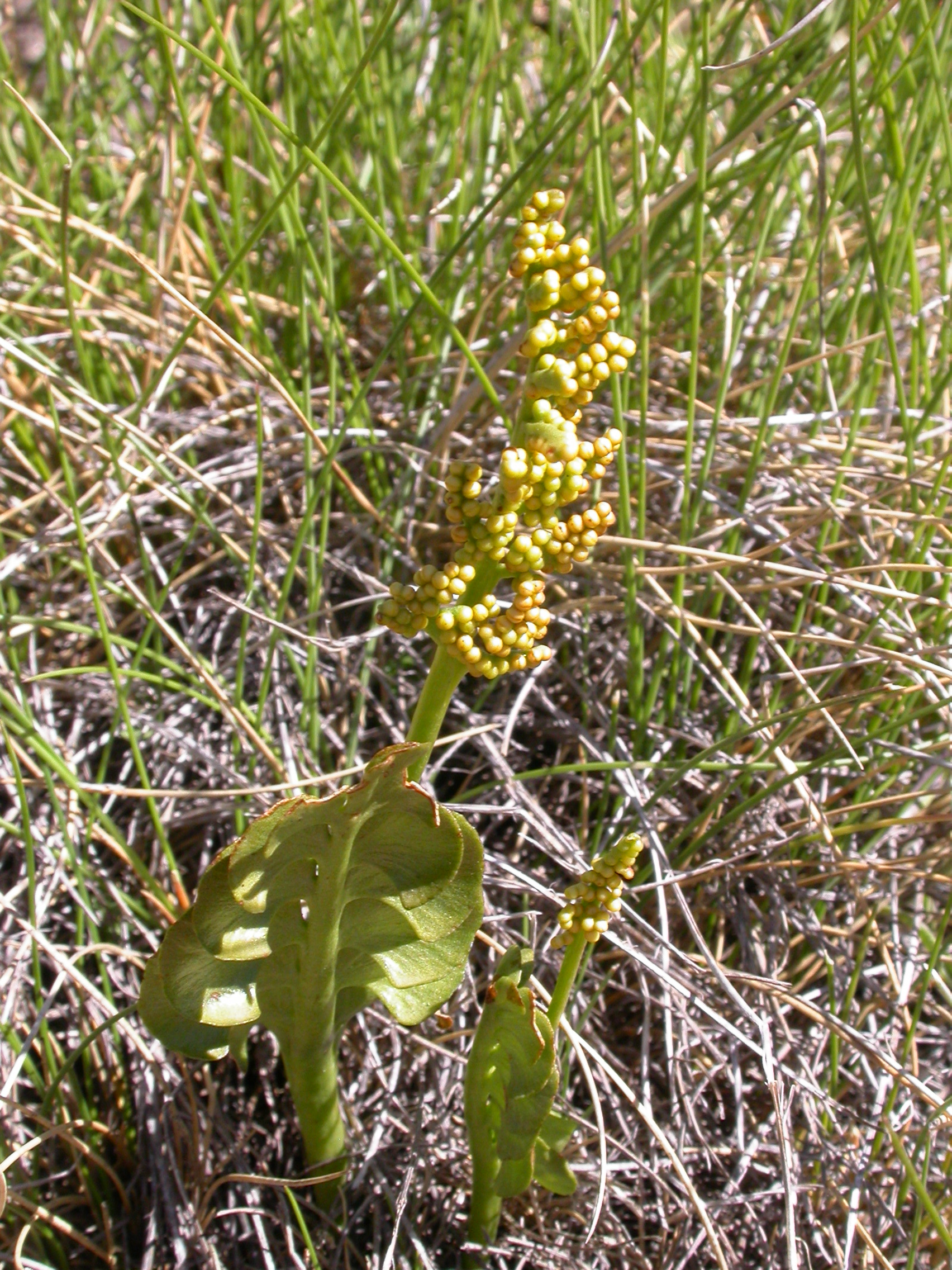
Botrychium lunaria.

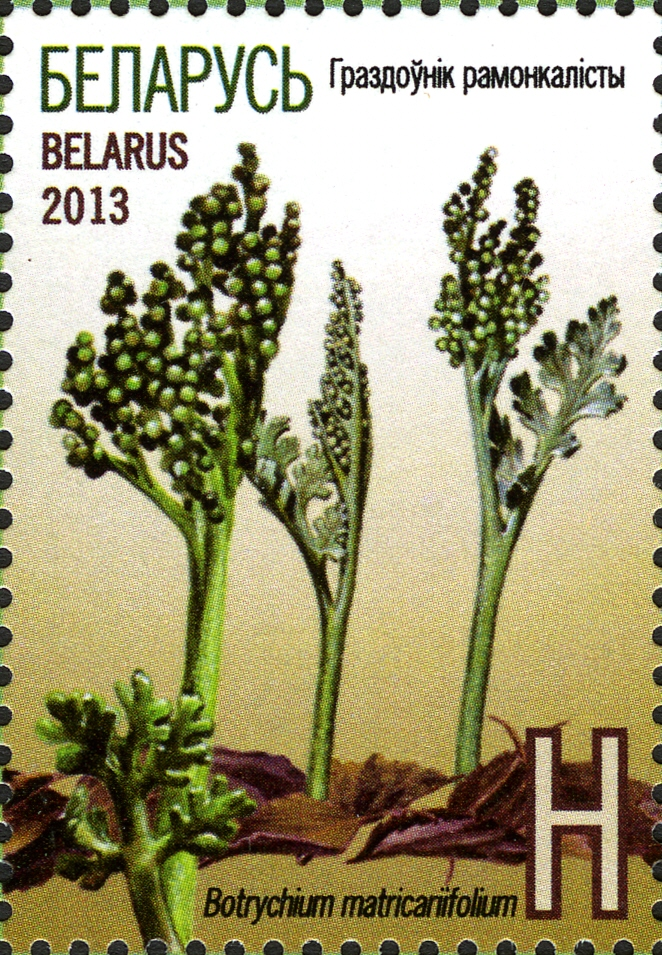
Botrychium matricaliiufoliumm em um selo bielo-russo de 2013

O género foi descrito por Olof Swartz e publicado no periódico Journal für die Botanik 1800 (2):8, 110. 1800[1801]. A espécie tipo é Botrychium lunaria.
A etimologia do nome genérico Botrychium deriva do grego clássico bótrychos, cacho de uvas, acrescido do sufixo -ion, um diminutivo, devido ao aspecto do segmento fértil das frondes.
A circunscrição taxonómica do género Botrychium não é consensual, sendo que alguns autores utilizam um critério mais alargado, incluindo os géneros Botrypus e Sceptridium dentro de Botrychium. Contudo, estudos recentes de filogenia estabeleceram que estes últimos géneros constituem grupos irmãos de todas as outras espécies do agrupamento Botrychioide, incluindo tanto o género Botrychium sensu stricto como o género Sceptridium, com a excepção de uma única espécie conhecida, previamente incluída em Botrypus, a espécie Botrypus strictus. Em consequência, B. strictus é também um grupo irmão de todos os outros Botrychioides, incluindo B. virginianus, pelo que deve ser segregado em seu próprio género.

## Espécies
Entre outras, o género Botrychium inclui as seguintes espécies:
Botrychium sensu stricto
- Botrychium acuminatum W.H.Wagner 1990 – [7]
- Botrychium alaskense W.H.Wagner & J.R.Grant 2002[8] – [9]
- Botrychium ascendens W.H.Wagner 1986 – [10]
- Botrychium boreale J.Milde 1857 – [11]
- Botrychium chamaeconium Bitter & Hieron. 1900[12]
- Botrychium campestre W.H.Wagner & Farrar – [13][14]
- Botrychium crenulatum W.H.Wagner 1981 – [15]
- Botrychium daucifolium Wall. ex Hook. & Grev. 1830[16] – [17]
- Botrychium echo W.H.Wagner 1983[18] – reflected grapfern[19]
- Botrychium gallicomontanum Farrar & Johnson-Groh 1991[20] – [21]
- Botrychium hesperium Maxon & R.T.Clausen) W.H.Wagner & Lellinger 1981 – [22]
- Botrychium japonicum (Prantl) Underw. 1898[23]
- Botrychium lanceolatum (Gmel) Ångstr. 1854 – [24]
- Botrychium lineare W.H.Wagner 1994 – [25] narrowleaf grapefern[26]
- Botrychium lunaria (L.) Sw. 1801 – [27] (sin.: Lunaria menor)[28]
- Botrychium lunarioides (Michx.) Sw. 1806[29] –[30]
- Botrychium matricariifolium (Döll) A. Braun ex W.D.J. Koch 1847[31] – [32]
- Botrychium minganense Vict. 1927 – [33]
- Botrychium montanum W.H.Wagner – [34]
- Botrychium mormo W.H.Wagner 1981[20] – [35]
- Botrychium neolunaria sp. nov. ined. Stensvold & Farrar 2008 – [36]
- Botrychium pallidum W.H.Wagner 1990 – [37]
- Botrychium paradoxum W.H.Wagner 1981 – [38]
- Botrychium pedunculosum W.H.Wagner 1986 – [39]
- Botrychium pinnatum H. St.John – [40]
- Botrychium pseudopinnatum W.H.Wagner 1990 – [41]
- Botrychium pumicola Coville ex Underw. 1900[42] – [43]
- Botrychium simplex E.Hitchc. 1823 – [44]
- Botrychium socorrense W.H.Wagner 1989[45] –
- Botrychium spathulatum W.H.Wagner 1990 – [46]
- Botrychium tunux Stensvold & Farrar 2002[47][48] –[49]
- Botrychium × watertonense W.H.Wagner [hesperium × paradoxum] – Waterton grapefern[50]
- Botrychium yaaxudakeit Stensvold & Farrar 2002[51][52] – [53]

Espécies de Botrychium transferidas para Botrypus (ex-secção Osmundopteris)

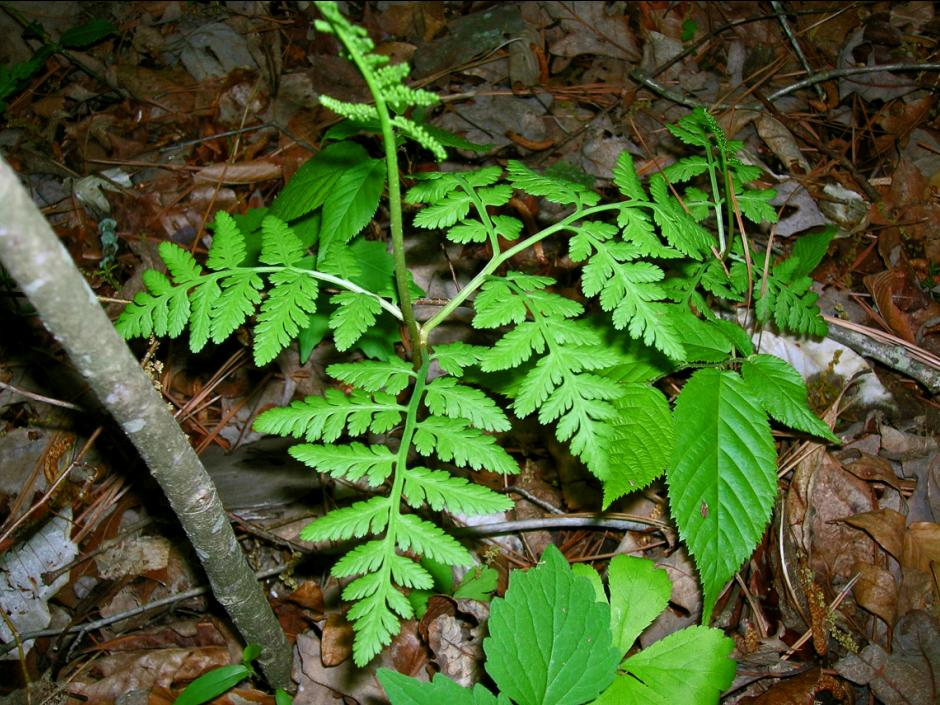
Botrypus virginianus (ex-Botrychium virginianum).

A espécie Botrypus virginianus (conhecida na América do Norte por rattlesnake fern ou feto-cascavel) foi tradicionalmente colocada no género Botrychium onde constituía o subgénero Osmundopteris, nome baseada na semelhança morfológica superficial da com os pteridófitos do género Osmunda no qual foi inicialmente integrado.
- Botrychium virginianum (L.) Sw. 1801[55] – [56][57]
= Botrypus virginianus (L.) Michx. 1803

Espécies de Botrychium transferidas para Sceptridium (ex-subgénero Sceptridium)

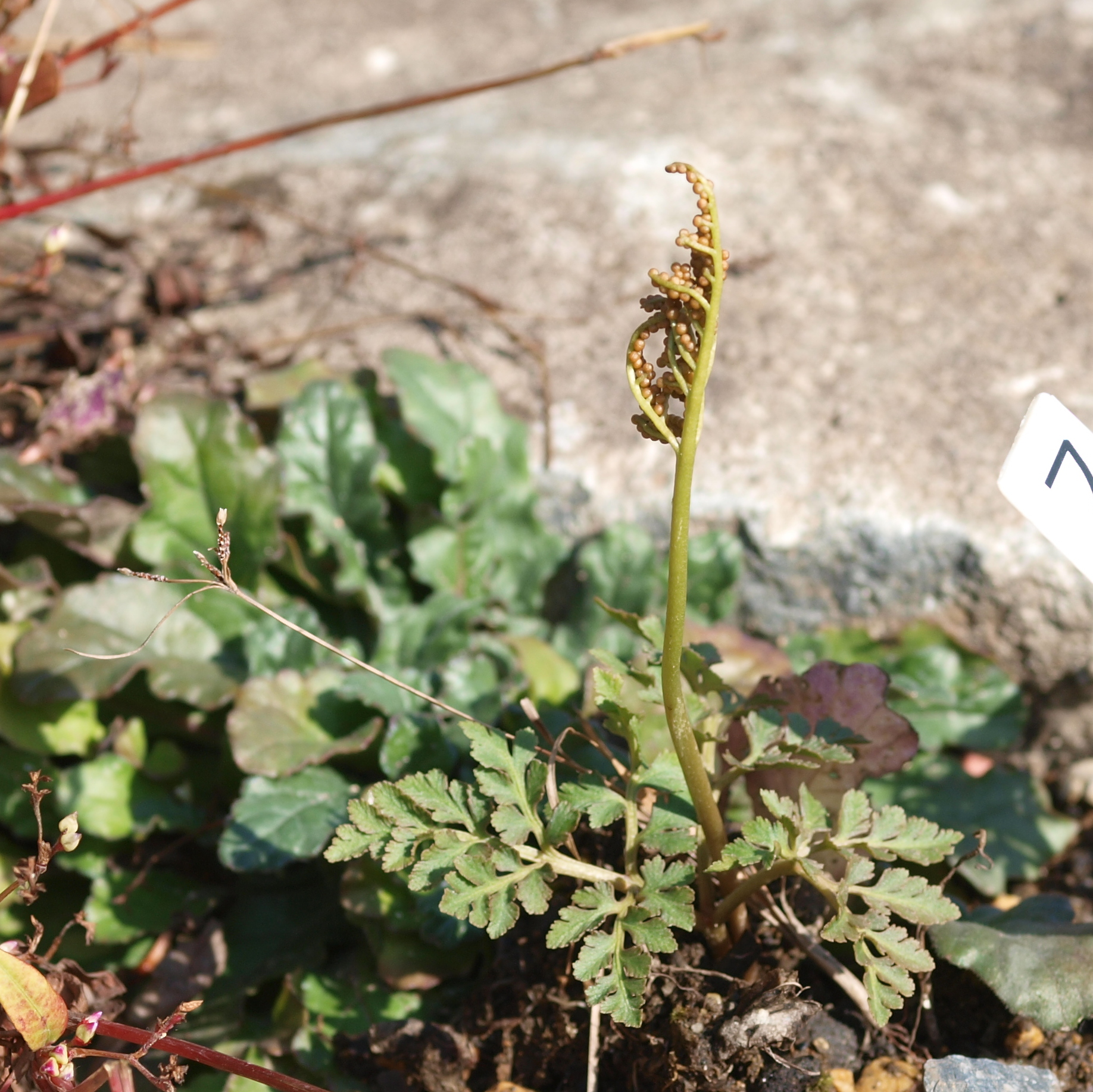
Sceptridium rugulosum (ex-Botrychium rugulosum).

Estas espécies de ofioglossáceas perenes foram tradicionalmente integradas em Botrychium, onde constituíam o subgénero Sceptridium, um nome derivado da semelhança aparente dos seus esporângios com "pequenos ceptros."
- Botrychium australe R.Br. 1810[59] – Parsley Fern[60]

= Sceptridium australe (R.Br.) Lyon 1905
- Botrychium biforme Colenso 1886[62] –

= Sceptridium biforme (Colenso) Lyon 1905
- Botrychium biternatum (Savigny) Underw. 1896 – [64]

= Osmunda biternata Savigny 1798
= Sceptridium biternatum (Savigny) Lyon 1905
- Botrychium dissectum Sprengel 1804[65][66] – [67][68]

= Botrychium obliquum Muhl. 1810
= Sceptridium dissectum (Spreng.) Lyon 1905
- Botrychium jenmanii Underw. 1900 – [70][71]

= Sceptridium jenmanii (Underw.) Lyon 1905
= Botrychium alabamense Maxon 1906
= Sceptridium alabamense (Maxon) Holub. 1973
- Botrychium multifidum (S.G. Gmel.) Rupr. 1859[73][74] – [75][76][77]

= Osmunda multifida S.G. Gmel. 1768
= Botrychium silaifolium C.Presl 1825
= Botrychium matricariae (Schrank) Spreng. 1827
= Sceptridium multifidum (S.G.Gmel.) Nishida ex Tagawa 1958
- Botrychium oneidense (Gilbert) House 1905 – [79]

= Sceptridium oneidense (Gilbert) Holub 1998
- Botrychium rugulosum W.H.Wagner 1982[81] – [82]

= Botrychium ternatum auct. non (Thunb.) Sw. 1801
= Sceptridium rugulosum (W.H.Wagner) Skoda & Holub 1996
- Botrychium schaffneri Underw. 1903[83] –
- Botrychium subbifoliatum Brack. 1854[84] – [85][86]
 = Sceptridium subbifoliatum (Brack.) Lyon 1905
- Botrychium underwoodianum Maxon 1905[87]

= Botrychium ternatum (Thunb.) Sw. 1801
= Sceptridium underwoodianum (Maxon) Lyon 1905

## Conservação
Os membros do género Botrychium podem ser encontrados em muitos habitats distintos, incluindo pradarias, florestas e montanhas. Embora algumas espécies de Botrychium sejam bastante raras, os esforços de conservação podem ser difíceis, pois determinar a raridade dessas espécie é um processo complicada pelas pequenas folhas da planta, que ficam apenas 2 a 10 centímetros acima do solo.
Ainda mais difícil é a obtenção de uma contagem precisa da população, dado o ciclo de vida subterrâneo de grande parte das espécies do género. A grande maioria de qualquer população deste géneros existe maioritariamente abaixo do solo, em bancos germinais que consistem de vários tipos de propágulos. Um tipo de propágulo comum são os esporos não germinados, que necessitam de percolar através do solo para um nível que fique além do alcance da luz para poderem germinar. Essa migração em profundidade aumenta a probabilidade de que o esporo esteja ao alcance de um simbionte micorrízico antes de produzir o minúsculo gametófito, em forma de coração, que também pode viver inteiramente abaixo do solo (neste caso como planta micotrófica).  Finally, some species produce gemmae, a form of asexual propagation achieved by budding of the root.
Esporófitos juvenis dormentes também podem ficar escondidos no solo por longos períodos de tempo. Os esporófitos maduros não produzem necessariamente uma folha anualmente, podendo permanecer viáveis no subsolo por até 10 anos sem produzir uma componente fotossintética (um trofóforo). Esta capacidade de sobrevivência sem actividade fotossintética é possível graças à dependência da parceria simbiótica com fungos do género Glomus, que fornecem a maior parte do carbono fixo necessário ao crescimento e à reprodução.
A dependência das espécies deste género da simbiose com micorrizas torna muito difícil a sua cultura em laboratório. Apenas existe notícia da germinação bem sucedida em cultura de gametófitos.